# 200 mètres masculin aux Jeux olympiques de 1904 (athlétisme)
Pour un article plus général, voir Athlétisme aux Jeux olympiques de 1904.
Navigation
Paris 1900 Londres 1908
L'épreuve du 200 mètres masculin aux Jeux olympiques de 1904 s'est déroulée le 31 août 1904 au Francis Field à Saint-Louis aux États-Unis. Elle a été remportée par l'Américain Archie Hahn.

## Résultats

### Finale
| Rang               | Athlète          | Pays       | Temps   | Notes |
| ------------------ | ---------------- | ---------- | ------- | ----- |
| Médaille d'or      | Archie Hahn      | États-Unis | 21 s 6  | OR    |
| Médaille d'argent  | Nate Cartmell    | États-Unis | 21 s 9  |       |
| Médaille de bronze | William Hogenson | États-Unis | Inconnu |       |
| 4                  | Fay Moulton      | États-Unis | Inconnu |       |